# SAMURAI SPIRITS
『SAMURAI SPIRITS』（サムライスピリッツ）は、1993年7月7日に日本のエス・エヌ・ケイから稼動されたアーケード用2D対戦型格闘ゲーム。英題は『SAMURAI SHODOWN』。
『サムライスピリッツ』シリーズの第一作目。1788年を舞台に、己の信念の元に闘いに興じる者たちが、徳川幕府によって命を絶たれた天草四郎時貞が復活し世界を破滅に導くのを阻止することを目的としている。それまでの己の身体のみで闘う対戦型格闘ゲームとは異なり、登場キャラクター全てが武器を有している。
開発も同社が行い、プロデューサーはゲームボーイ用ソフト『ファニーフィールド』（1990年）を手掛けた冨田聖司、音楽はアーケードゲーム『戦国伝承2』（1993年）を手掛けた山手安生およびアーケードゲーム『餓狼伝説2』（1992年）を手掛けた幡谷正彦、キャラクター・デザインはMSX用ソフト『窓ふき会社のスイングくん』（1985年）を手掛けた新谷憲司、アーケードゲーム『ASOII』（1991年）を手掛けた山口景泉などが担当している。
同年にネオジオに移植された他、1994年には『熱闘サムライスピリッツ』のタイトルでゲームボーイに移植されたのを皮切りに、ネオジオCD、スーパーファミコン、メガドライブ、ゲームギアなど様々な機種に移植、1995年には3DO、FM TOWNSの他に欧米のみでメガCDに移植された。ネオジオ版は2007年にWii用ソフトとしてバーチャルコンソールにて配信された他、PlayStation用ソフト『サムライスピリッツ 剣客指南パック』（1998年）やPlayStation 2およびWii用ソフト『サムライスピリッツ 六番勝負』（2008年）、PlayStation Portable用ソフト『SNK ARCADE CLASSICS Vol.1』（2009年）などのオムニバスソフトに収録された。アーケード版はアケアカNEOGEOにて2016年にPlayStation 4、2017年にXbox OneおよびNintendo Switch用ソフトとして配信された。
アーケード版はゲーム誌『ゲーメスト』の企画「第7回ゲーメスト大賞」（1993年度）にて大賞1位、ベスト対戦格闘賞1位、ベストグラフィック賞2位、ベスト演出賞1位、ベストVGM賞1位を獲得し非常に高い評価を受けた。
後に続編となるアーケードゲーム『真SAMURAI SPIRITS 覇王丸地獄変』（1994年）が稼働され、以後『サムライスピリッツシリーズ』としてシリーズ化された。

## 概要
全キャラクターはそれぞれ固有の武器を持っており、その武器で主に戦う格闘ゲームである。素手攻撃や蹴り攻撃もあるが、ダメージ量は武器で与えた時に比べかなり低く設定されている。
主な登場キャラクターは、最初に選択できるプレイアブルキャラクター12人と、ボスキャラクターの合わせて13人。
「アーケードモード」では上記のプレアブルキャラクター12人（ゲームボーイ版では使用可能なキャラクターが増えている）から一人を選択し、世界各地を廻りながらランダムに12人全員のキャラクターと対戦していく。全キャラクターと対戦することになるので、同キャラクター対決が必ずある。全てのプレイアブルキャラクターを倒すと最終ボスの天草四郎時貞が登場し、対決することになる。天草四郎時貞に勝利すれば、個別のエンディングへと繋がる。
アーケード版では負けた側は血飛沫を舞わせたり、胴体が切断されたりと、残虐描写が激しかったが、切断された時の断面を黒一色にしたり、リアルになりすぎないよう比較的マイルドな描写だった。また、後の一部の移植作品ではこの残虐描写の演出はカットされている。なお、不知火幻庵、タムタム、千両狂死郎のみ胴体切断がない。
格闘ゲーム初期の作品らしく「ボーナスステージ」が用意されている。以降のシリーズでは「ボーナスステージ」は取り入れられていない。
同じく格闘ゲームである同社の『餓狼伝説スペシャル』（1993年）やカプコンの『スーパーストリートファイターII』（1993年）といったライバルを抑えて第7回ゲーメスト大賞を受賞した。

## ゲーム内容

### ストーリー
時は1788年、世界に異変が起きつつあった。原因不明の病、局地的な天変地異、改変によって人々の心までも不安と絶望が支配し始めた。親しかった者や国々が争い、多くの命が奪われる結果となった。これらの災いは、日本に突如として現れた邪教によるものだった。かつて徳川幕府軍によって、この世を追われた男、天草四郎時貞が魔界の王、アンブロジァの力を借りて復活し、世を混沌に陥れる計画だった。怨念による騒乱は日本国内のみならず、海を隔てた他の国々までも及び、世界は暗黒の時代へと向かった。そんな中、各々の違う理由で戦う12人の剣士たちが、邪教の本拠地、島原へと向かって旅立つこととなった。

### システム
怒りゲージ
『サムライスピリッツ』シリーズの最も特徴的なシステム。相手から攻撃されてダメージを受けるたびにキャラクターの体が徐々に赤みを帯びていき、「怒り」ゲージがたまる。このゲージが満タンに達すると「怒りモード」（怒りが頂点になっている状態）が発動する。キャラクターの顔や体の色が赤色に変化し、この状態では攻撃力が倍増する。一定時間が過ぎると怒りが冷め、怒り状態0の元の状態へと戻る。ゲージの溜まりやすさ、発動時間はキャラクターによって異なる。1本目が怒り状態のままで終わった場合、2本目はその怒り状態が維持されたまま勝負をすることになるが、対戦キャラクターに2本取って怒り状態のまま終了しても、次の対戦相手が変わると、怒り状態は0になっており最初からの状態になる。
踏み込み、退き込み
左右のレバーを2回すばやく入力することで、すばやい動きで踏み込み、または退き込みでき、相手との間合いを取ることができる。
つばぜり合い
『サムライスピリッツ』シリーズの特徴的なシステムの一つ。相手と自分の武器がタイミングよくぶつかったり、勝負の開始直後早々につばぜり合いが発生することがある。この状態になると、ボタン連打で競り合うことになり、連打が少なかったり、上手くいかなかった方のキャラクターの武器が飛ばされ、自分から離れた地面に落ち、落ちている武器を拾わない限り素手で戦うことになる。素手でも威力ある技を持つごく一部のキャラクター以外、素手になるとほとんどのキャラクターは不利になり、攻撃の威力が桁外れに小さくなる。
武器の耐久度
本作では各キャラクターが持っている武器には個々に耐久設定がされており、相手の武器と自分の武器がぶつかり合うと耐久度は減っていく。耐久度が0になると武器が壊れそのラウンドは素手で戦わなくてはいけなくなる。上記のつばぜり合いの項のように、素手だと大半のキャラクターは不利になることが多い。
真剣白刃取り
武器を扱う『サムライスピリッツ』シリーズの特徴的なシステム。素手の状態で相手の斬り攻撃に合わせ弱パンチを出すと白刃取りをし、ノーダメージになる。そのため失敗するとほぼ確実にダメージを受ける。
素手攻撃
武器が飛ばされたり、壊れたりした時は素手で戦うことになる。威力は武器攻撃の時より桁外れに小さく、ほとんどのキャラクターは不利な状況に陥り、苦戦を強いられる。武器が飛ばされただけなら自分から離れた地面に刺さっているため、それを拾えば通常通りの武器攻撃ができるようになる。壊れた場合は、そのラウンドを素手で戦うことになる。なお、武器が無くても、蹴りの威力は変わらない。
本作と続編の『真』では『ストリートファイター』シリーズ風の擬似6ボタンとなっている（ネオジオ版はハード上4ボタンしかないため、AとBボタン同時押しで強斬り、CとDボタン同時押しで強蹴りとなる）。

### 対戦形式
2本勝負で対戦し、相手に1本取られるか相打ちになるなどして勝負が3本目まで長引いた場合、4本目のサドンデスで決着をつけることになる。
制限時間内に相手の体力を0にするか、タイムアップを迎えた時に相手より体力が多ければ勝ちとなる。

### アイテム
背景に飛脚が時々通りすぎ、アイテムを落として行く。落とすアイテムは以下の3つ。
肉
回復アイテム。取った者の体力が回復する。2種類あり、大きいほど体力の回復量が多い。
小判
得点アイテム。4種類あり、千両箱が得点が多く入り、小判が一番得点が少ない。本作のみ登場。
爆弾
妨害アイテム。一定時間経つと爆発し、落とされた場所にいたキャラクターはダメージを受ける。

### 演舞（ボーナスステージ）
本作ではアーケードモードを勝ち進んでいくと、間に「ボーナスステージ」に入る。藁人形を時間制限内に沢山斬って得点を稼ぐことが目的のステージ。
藁人形を斬った数の分、得点が入る。藁人形を制限時間内に一定数以上沢山斬ることができると、さらにボーナス得点が入る。

## 登場キャラクター

### 使用キャラクター
覇王丸
声 - 臼井雅基
身長：175cm / 体重：66kg
本作の主人公。雄大な構えから日本刀を振り下ろす。強者との戦いを何より楽しみ、世界には様々な剣術の使い手がいることを老学者に聞き、強い人間と剣を交わすため旅に出る正統派剣士。河豚毒という日本刀が武器。
橘右京
声 - 矢野栄路
身長：174cm / 体重：40kg
居合の達人。斬る直前で刀を抜き切り込む。肺病を患っている。思い人である女性「小田桐圭」に魔界の入り口に咲くと言われる究極の花をわたすために求め歩く。
ナコルル
声 - 生駒治美
身長：153cm / 体重：不明
自然を愛するアイヌ出身の少女。大自然の悲痛な悲鳴を感じ取り、敵を討つために宝刀チチウシを抜く決意をする。お供の鷹であるママハハと一緒に戦う。突進技が多く、機動力がある。
1Pカラーと2Pカラーの勝利デモの顔の表情のグラフィックが大きく変わる。2Pカラーはその別人のような勝気な表情から、プレイヤーから裏ナコルルや紫ナコルルと呼ばれ、以降のシリーズでもグラフィックの変化が恒例となっている。
ガルフォード
声 - 稲毛一弘
身長：177cm / 体重：64kg
アメリカ・サンフランシスコ出身で金髪碧眼のアメリカン忍者。流派は甲賀流＋ガルフォード忍術。持ち前の明るさと正義感で天草を討つために立ち上がる。武器の忍者刀に加え、稲妻を纏ったクナイや忍術を駆使し、お供の犬であるパピィも忍犬として一緒に戦う。忍者のため、機動力がある。
シャルロット
声 - 生駒治美
身長：180cm / 体重：47kg
フランス出身の女性剣士。国民を救うため、アンブロジァ討伐に立ち上がる。重い鎧を着用してレイピアを構え、フェンシングのようなスタイルで戦う。
服部半蔵
声 - 臼井雅基
身長：177cm / 体重：60kg
伊賀流忍者。息子である長男の真蔵が天草に乗っ取られ、真蔵の身体を解放するため刃を抜く決意をした。機動力があり、手裏剣や煙にまいた移動など、忍者らしい技を多用する。
柳生十兵衛
声 - 坂井貴行
身長：183cm / 体重：70kg
左目に眼帯をつけた土佐出身の武士。二刀流の使い手。卑怯な行為を嫌う。餡蜜を好む一面もある。世界では色々な剣術があることを知り、柳生新陰流の力で世界最強を極めるため、世界各地を回る旅に出る。
千両狂死郎
声 - 稲毛一弘
身長：162cm / 体重：59kg
売れっ子の歌舞伎役者。歌舞伎の素晴らしさを世に伝えるために旅に出る。薙刀を振り回し、踊るように戦う。
王虎
声 - 坂井貴行
身長：198cm / 体重：110kg
中国出身のある王家の末裔。人材不足のため、異国に有力な人材を探しに旅に出る。大きな青龍刀を使用し、巨体から豪快に技を繰り出す。彼のステージのみ、飛脚が多数の爆弾を投げこんでくる。
タムタム
声 - 稲毛一弘
身長：285cm / 体重：55kg
南米のグリーンヘル出身。普段は子ども好きな優しい男性だが、戦いの場では素顔を「神の面」という凶悪な顔を象った仮面で隠している。異常に高い身長(285cm)と細いウエスト(33cm)を持つが、普通の人間である。自分の村の守り神であるパレンケストーンを盗まれたことからタムタムが捜索することとなった。マヤ流という独特の戦い方で、大きな刀と大きな身体で戦う。
不知火幻庵
声 - 矢野栄路
身長：150cm / 体重：66kg
不知火一族 最強の戦士。緑色の小柄な身体をしており、人間とは異なる存在。魔道の王になるべく戦う。残忍な性格だが、妻や子供には愛情深い。片手にはめた大きな爪（あざみ）が武器。
アースクェイク
声 - 臼井雅基
身長：280cm / 体重：620kg
アメリカ・テキサス出身の忍者。ガルフォードとは忍術を教わった師匠が同じ人物であり元同門だが、本人は流派を我流忍術としている。自分より太った者を好み、痩せた者を嫌う。泥棒稼業に足をつっこんでおり、お宝であるパレンケストーンを狙っている悪漢。武器は鎖鎌(FUJIYAMA)を使用するが、巨体を使った技も多い。登場キャラクター屈指の巨体の持ち主だが、忍者なのでスピードはそれほど遅くもない。本作で彼のみ通常投げが通用しない。

### ボスキャラクター
天草四郎時貞
声 - 矢野栄路
最終ボスキャラクター。アンブロジァに魂が魔界から呼び出され、半蔵の息子である真蔵の肉体を乗っ取った。武器のガダマーの宝珠（盗んだパレンケストーン）で戦う。MVS/ネオジオ版では唯一刃物ではない武器だが、一撃の攻撃力が高く、機動力も優れ瞬時に移動できる。アーケード版とネオジオ版ではCPU専用だが、一部の家庭用のみプレイアブルキャラクターとして使用可能。

### ゲームボーイ版の隠しキャラクター
黒子
声 - 臼井雅基
背景で試合の判定をするサブキャラクター。ゲームボーイ版のみ使用可能。
飛脚
背景を走りながらアイテムを投げ込んでくるサブキャラクター。ゲームボーイ版のみ使用可能。

## 移植版
| No. | タイトル                                                          | 発売日                                     | 対応機種                               | 開発元                     | 発売元                                     | メディア                              | 型式                                                                              | 備考                                    | Ref.                        |
| --- | ----------------------------------------------------------------- | ------------------------------------------ | -------------------------------------- | -------------------------- | ------------------------------------------ | ------------------------------------- | --------------------------------------------------------------------------------- | --------------------------------------- | --------------------------- |
| 1   | SAMURAI SPIRITS Samurai Shodown                                   | INT 1993年8月11日                          | ネオジオ                               | SNK                        | SNK                                        | ロムカセット                          | NGH-045                                                                           |                                         |                             |
| 2   | 熱闘サムライスピリッツ Samurai Shodown                            | 1994年6月30日 1994年11月                   | ゲームボーイ                           | タカラ                     | タカラ                                     | 4メガビットロムカセット               | DMG-X4J DMG-X4-USA                                                                | 熱闘シリーズの1作                       |                             |
| 3   | SAMURAI SPIRITS Samurai Shodown                                   | 1994年9月9日 1996年10月                    | ネオジオCD                             | SNK                        | SNK                                        | CD-ROM                                | NGCD-045                                                                          |                                         |                             |
| 4   | SAMURAI SPIRITS Samurai Shodown                                   | 1994年9月22日 1994年11月 1994年            | スーパーファミコン                     | モノリス                   | タカラ                                     | 32メガビットロムカセット              | SHVC-A7SJ SNS-P-A7SE SNS-P-A7SP                                                   |                                         |                             |
| 5   | SAMURAI SPIRITS Samurai Shodown                                   | 1994年11月19日 1994年11月 1994年           | メガドライブ                           | ザウルス                   | セガ タカラ セガ                           | 24メガビットロムカセット              | G-4127 T-103066 1184-50                                                           |                                         |                             |
| 6   | SAMURAI SPIRITS Samurai Shodown                                   | 1994年12月16日 1994年                      | ゲームギア                             | タカラ                     | タカラ                                     | 4メガビットロムカセット               | T-146027 2025年6月21日                                                            |                                         |                             |
| 7   | Samurai Shodown                                                   | 1995年2月10日 1995年                       | 3DO                                    | クリスタル・ダイナミックス | BMGビクター クリスタル・ダイナミックス BMG | CD-ROM                                | FZ-SJ3155                                                                         |                                         |                             |
| 8   | Samurai Shodown                                                   | 1995年1月 1995年6月                        | メガCD                                 | Funcom                     | JVC                                        | CD-ROM                                | T-60175 T-60175-50                                                                |                                         |                             |
| 9   | SAMURAI SPIRITS                                                   | 1995年4月26日                              | FM TOWNS                               | SNK                        | ジャパンホームビデオ                       | ダウンロード                          | JH-012                                                                            |                                         |                             |
| 10  | サムライスピリッツ 剣客指南パック                                 | 1998年3月26日                              | PlayStation                            | SNK                        | SNK                                        | CD-ROM                                | SLPS-00647                                                                        |                                         |                             |
| 11  | サムライスピリッツ 剣客指南パック                                 | 2007年5月31日                              | PlayStation 3 PlayStation Portable     | SNKプレイモア              | SNKプレイモア                              | ダウンロード （ゲームアーカイブス）   | -                                                                                 |                                         |                             |
| 12  | SAMURAI SPIRITS                                                   | 2007年10月16日 2008年5月30日 2008年6月16日 | Wii                                    | SNK                        | D4エンタープライズ                         | ダウンロード （バーチャルコンソール） | -                                                                                 | ネオジオ版の移植                        | [ 6 ]                       |
| 13  | サムライスピリッツ 六番勝負                                       | 2008年7月24日 2009年3月24日 2009年3月27日  | PlayStation 2 PlayStation Portable Wii | SNK                        | SNKプレイモア                              | DVD-ROM UMD Wii用光ディスク           | PS2: SLPS-25839 SLUS-21629 PSP ULUS-10401 ULES-01211 Wii: RVL-RSSJ-JPN SLUS-21629 | ネオジオ版の移植、PSP版は欧米のみで発売 | [ 7 ] [ 8 ] [ 9 ]           |
| 14  | SNK ARCADE CLASSICS Vol.1                                         | 2008年5月5日 2008年10月17日 2009年5月21日  | PlayStation Portable                   | Terminal Reality           | SNKプレイモア                              | UMD                                   | ULUS-10338 ULES-01105 ULJS-193                                                    | ネオジオ版の移植                        |                             |
| 15  | SNK ARCADE CLASSICS Vol.1                                         | 2008年5月5日 2008年11月21日                | PlayStation 2                          | Terminal Reality           | SNKプレイモア                              | DVD-ROM                               | SLUS-21724 SLES-55232                                                             | ネオジオ版の移植                        |                             |
| 16  | SNK ARCADE CLASSICS Vol.1                                         | 2008年7月29日 2008年10月31日               | Wii                                    | Terminal Reality           | SNKプレイモア                              | Wii用光ディスク                       | RVL-P-RNCE RVL-P-RJZP                                                             | ネオジオ版の移植                        |                             |
| 17  | NEOGEOオンラインコレクション THE BEST サムライスピリッツ 六番勝負 | 2009年6月18日                              | PlayStation 2                          | SNK                        | SNKプレイモア                              | DVD-ROM                               | SLPS-25934                                                                        | ネオジオ版の移植                        |                             |
| 18  | SNK Best Collection SNK ARCADE CLASSICS Vol.1                     | 2010年6月24日                              | PlayStation Portable                   | Terminal Reality           | SNKプレイモア                              | UMD                                   | ULJS-00297                                                                        | ネオジオ版の移植、廉価版                |                             |
| 19  | Samurai Shodown SAMURAI SPIRITS                                   | 2010年12月21日 2010年12月22日              | PlayStation 3                          | SNKプレイモア              | SNKプレイモア                              | ダウンロード (NEOGEO Station)         | -                                                                                 | ネオジオ版の移植                        |                             |
| 20  | SAMURAI SPIRITS Samurai Shodown                                   | 2016年12月8日 2016年12月9日                | PlayStation 4                          | ハムスター                 | ハムスター                                 | ダウンロード （アケアカNEOGEO）       | -                                                                                 | アーケード版の移植                      | [ 10 ] [ 11 ] [ 12 ]        |
| 21  | SAMURAI SPIRITS INT Samurai Shodown                               | INT 2017年5月2日                           | Xbox One                               | ハムスター                 | ハムスター                                 | ダウンロード （アケアカNEOGEO）       | -                                                                                 | アーケード版の移植                      | [ 13 ] [ 14 ]               |
| 22  | SAMURAI SPIRITS INT Samurai Shodown                               | INT 2017年7月20日                          | Nintendo Switch                        | ハムスター                 | ハムスター                                 | ダウンロード （アケアカNEOGEO）       | -                                                                                 | アーケード版の移植                      | [ 15 ] [ 16 ] [ 17 ] [ 18 ] |
| 23  | SAMURAI SPIRITS INT Samurai Shodown                               | INT 2022年3月24日                          | iOS Android                            | ハムスター                 | ハムスター                                 | ダウンロード （アケアカNEOGEO）       | -                                                                                 | アーケード版の移植                      | [ 19 ]                      |
| 24  | アケアカNEOGEO セレクション Vol.2                                 | 2024年12月12日                             | Nintendo Switch                        | ハムスター                 | SNK                                        | Switch用ゲームカード                  | -                                                                                 | アーケード版の移植                      | [ 20 ]                      |

ネオジオROM版
アーケード版の完全移植。天草は使用不可。
ゲームボーイ版
タカラの「熱闘シリーズ」の1つとして発売。ボタンも2つしかないため、斬りがB、蹴りがA、強斬りがA+B同時押しとなっている。オリジナルのオープニングデモなどが追加され、隠しキャラクターとして天草のほか、本来プレイヤーキャラクターではない「黒子」と「飛脚」も参戦する。飛脚が参戦したのは現時点でこの作品のみ。黒子は次作にて正式に参戦するが、GB版での必殺技は次作とは異なるオリジナルのものである。
なお、アイテムは飛脚が投げてくるのではなく、いきなり画面上から落ちてくる仕様になっている。
覇王丸・右京・十兵衛・半蔵・幻庵のステージ、およびボーナスステージの曲が原作から大きく変えられている。さらに、勝利メッセージ画面ではコンティニューのBGMに差し替えられている。
ネオジオCD版
裏技で天草が使用可能。
スーパーファミコン版
32メガROMを採用するも容量の都合上によりNG版の売りだった拡大縮小は無く、キャラクターが小さいままではあるが全キャラ登場している。ネオジオ版では一部の飛び道具は武器で斬り落とすことができたが、スーパーファミコン版ではそれが不可能になっている。両者の武器が同時にぶつかり合うと起こる”つば競り合い”はネオジオ版では間合いに関係なく、ダッシュでぶつかりあっても起こっていた。しかしスーパファミコン版では武器の先端部分どうしがぶつからないと起こらなくなっている。従来のモードの他に「V.S.プレーモード」「ライセンスプレーモード」が追加されている。裏技で天草が使用可能。
血飛沫や胴体切断が削除。なお、この場面では独自のBGMが流れる。
メガドライブ版
開発はザウルスが担当し、セガから発売された。SFC版同様に拡大縮小は無いもののキャラクターサイズは大きいままなので迫力はある。その代わり、間合いを広く取れないので若干バランスが変わった他、SFC版よりも容量の少ない24メガROMを採用したため、覇王丸の代名詞である「斬鉄閃」（遠距離立ち大斬り）などいくつかの技モーションが削除・差し替えられている。またアースクェイクが削除されており、代わりに天草がデフォルトで使用可能になり、対戦では5対5のチームバトルが追加され、SFC版では再現されなかった真赤な血飛沫や真っ二つも再現されている。
なお、日本では発売中止になったが、欧米では1995年にビクターエンタテインメントよりメガCD版が発売。本作でも拡大縮小は再現されず、アースクェイクは登場しないが、削除された技・勝利デモは復活している。
ゲームギア版
アースクェイク・王虎・タムタムの3人と、ボーナスステージ、対戦モード、エンディングが削除された。通信ケーブルに非対応のため、1人プレイ専用となっている。裏技で天草が使用可能。
3DO
日本国外版のタイトルで移植。ゲーム中は日本語表記になっている。LANGUAGE（言語）は日本語と英語が選択可能。WEAPON（武器）の有無、BLOOD（流血）の有無を切り替えることが可能。
PlayStation版
『真SAMURAI SPIRITS 覇王丸地獄変』とのカップリング移植。裏技で天草が使用可能。
2007年5月31日にはゲームアーカイブスでも配信。レイティングはCERO：B（12才以上対象）。
PlayStation 2 / Wii版
シリーズ6本のカップリング作品。本作はネオジオ版準拠の移植。PlayStation 2版はネオジオオンラインコレクションの1作で、オンライン対戦することができた（現在はオンラインサービスは終了している）。レイティングはCERO：B（12才以上対象）。Wii版はオンライン対戦ができないかわりに、ミニゲームが用意されている。
PlayStation Portable版
ネオジオ作品16タイトルのカップリング作品。ネオジオ版を収録。

## 開発
本作は、手前と奥の2列で戦う横スクロールアクションゲームとして企画されていた。この時点ではキャラクターのアイデアがほぼそろっていたほか、つばぜり合いや必殺技、とどめの一撃によって身体が真っ二つになるアイデアも存在していた。

## スタッフ
- デザイン
  - 覇王丸：K・SHINTANI-F91（新谷憲司）、まきのえりな
  - 柳生十兵衛：田中まさみ、MIKI、KUWA・BEE、KAZU
  - 橘右京：KAZU、THE・FOOL
  - 服部半蔵：VIOLETCHE NAKAMOTO、OSHIOKI-KEISEN（山口景泉）、K・SHINTANI-F91（新谷憲司）、N・AZUMICHAN、THE・FOOL、まきのえりな
  - 王虎：GO-GO (南谷剛壱)、K・SHINTANI-F91（新谷憲司）、THE・FOOL、RYU! (DAVE BROS)
  - 不知火幻庵：K・SHINTANI-F91（新谷憲司）、OSHIOKI-KEISEN（山口景泉）、N.AZUMICHAN、RYU! (DAVE BROS)、THE・FOOL
  - ガルフォード：VIOLETCHE NAKAMOTO、OSHIOKI-KEISEN（山口景泉）、K・SHINTANI-F91（新谷憲司）、N・AZUMICHAN、THE・FOOL、まきのえりな
  - 千両狂死郎：KAZU、まきのえりな
  - タムタム：MIKI、田中まさみ、GO-GO (南谷剛壱)
  - ナコルル：VIOLETCHE NAKAMOTO、OSHIOKI-KEISEN（山口景泉）、THE・FOOL
  - アースクェイク：GO-GO (南谷剛壱)、K・SHINTANI-F91（新谷憲司）、KAZU
  - シャルロット：KUWA・BEE
  - 天草四郎時貞：MIKI
- パピー・デザイン：KUWA・BEE
- ママハハ・デザイン：まきのえりな
- エグゼクティブ・プロデューサー：川崎英吉
- フロント・デザイン：VIOLETCHE NAKAMOTO、MIKI、田中まさみ、K・SHINTANI-F91（新谷憲司）、GO-GO (南谷剛壱)、KAZU、THE・FOOL、RYU! (DAVE BROS)、まきのえりな
- バック・デザイン：福井智章、AAA、OSHIOKI-KEISEN（山口景泉）、YASUPU-、N.AZUMICHAN、OKAP-、MAYU、まきのえりな
- メイン・プロデューサー：ROCKET QUEEN
- プロデューサー：BONEHEAD KEN、SATOPPE-、TOMI-YAN（冨田聖司）、福井智章
- プログラム：NISHIDON、K2、ZOMBIE ABE、CYBER・KONDO、Z'N
- 音楽：TATE NORIO（山手安生）、PAPAYA（幡谷正彦）
- サブミッション：RYU! (DAVE BROS)、AAA、MIKI、OKAP-、THE・FOOL、MAYU、まきのえりな

## 評価
アーケード版
- ゲーム誌『ゲーメスト』の企画「第7回ゲーメスト大賞」（1993年度）において、大賞1位、ベスト対戦格闘賞1位、ベストグラフィック賞2位、ベスト演出賞1位、ベストVGM賞1位、年間ヒットゲーム6位、プレイヤー人気5位、ベストキャラクター賞では「ナコルル」が1位、「覇王丸」が6位、「橘右京」と「ガルフォード」、「パピー」が同率11位、「黒子」が18位を獲得した。

- ゲーメストムック『ザ・ベストゲーム2』（1998年）では『名作・秀作・天才的タイトル』と認定された「ザ・ベストゲーム」に選定され、同書にてライターの珈琲ふりーくは本作を「いわゆる武器有り対戦格闘ゲームというジャンルを確立した作品」と位置付けており、武器のリーチの長さの違いや踏み込みによる高速移動が「新たな駆け引きの要素を生んだ」と肯定的に評価、登場キャラクターの人気の高さの他に「鍔迫り合い」や「素手」という概念が新鮮なものであったと称賛した。また本作の最も特筆すべき点として演出面を挙げ、「大斬り一閃」の前の静けさの表現に関しては「このゲームを超えるものはいまだに存在しない」と絶賛、「斬られる前に感覚を研ぎ澄ますことができる時間的、状況的な間が存在した」と指摘した上で、本作は「勝った」という感覚よりも「生きていた」という感覚が強かったと述べた上で「恐怖と隣り合わせゆえに感じられる生、を楽しめたゲームだった」と総括した。

ゲームボーイ版
ゲーム誌『ファミコン通信』の「クロスレビュー」では、6・5・5・5の合計21点（満40点）、『ファミリーコンピュータMagazine』の読者投票による「ゲーム通信簿」での評価は以下の通りとなっており、22.8点（満30点）となっている。
| 項目 | キャラクタ | 音楽 | お買得度 | 操作性 | 熱中度 | オリジナリティ | 総合 |
| 得点 | 4.0        | 3.5  | 3.9      | 3.6    | 3.9    | 3.8            | 22.8 |
スーパーファミコン版
ゲーム誌『ファミコン通信』の「クロスレビュー」では、7・7・6・6の合計26点（満40点）、『ファミリーコンピュータMagazine』の読者投票による「ゲーム通信簿」での評価は以下の通りとなっており、22.4点（満30点）となっている。
| 項目 | キャラクタ | 音楽 | お買得度 | 操作性 | 熱中度 | オリジナリティ | 総合 |
| 得点 | 4.0        | 3.7  | 3.4      | 3.7    | 4.0    | 3.7            | 22.4 |
メガドライブ版
- ゲーム誌『ファミコン通信』の「クロスレビュー」では、6・8・6・4の合計24点（満40点）、『メガドライブFAN』の読者投票による「ゲーム通信簿」での評価は以下の通りとなっており、20.6点（満30点）となっている。

| 項目 | キャラクタ | 音楽 | お買得度 | 操作性 | 熱中度 | オリジナリティ | 総合 |
| 得点 | 3.8        | 3.3  | 3.2      | 3.5    | 3.6    | 3.3            | 20.6 |
- ゲーム本『メガドライブ大全』（2004年、太田出版）では、スーパーファミコン版と比較してキャラクターサイズが大きいことや残虐な表現が再現されていることを肯定的に評価したが、登場キャラクターの内アースクエイクが削除されている点や覇王丸の「大斬り」などの通常技が変更されている点を不満点として挙げた上で「移植時の苦渋の決断がうかがえます」と指摘、さらに後に予定されていたメガCD版が発売されなかったことも含めて否定的に評価した。